# 小银和我
小银和我（西班牙語：Platero y yo）是西班牙作家胡安·拉蒙·希梅内斯所著的图书。书中，作家用诗意的语言再现了一只名叫“小银”的小驴的生活。故事的第一段就充满了趣味：
毛茸茸的小银玲珑而温顺，外表是那样的柔软，软得通身像一腔纯净的棉絮，没有一根骨头。唯有一双宝石般发亮的眼珠，才坚硬得象两颗精美明净的黑水晶的甲虫。我把它解开，它自己就向草地走去，漫不经心地用前吻微微地去嗅触草地上的小花；那些玫瑰红的、天蓝的、金黄的花朵……我轻轻地呼唤：“小银呢？”它就仿佛带着满意的笑容，轻盈地向我走来，不知为什么会像是一只小小的风铃在娴雅地摇晃……
——胡安·拉蒙·希梅内斯，《小银和我》
作者在创作时并没有根据主题按顺序写，而是把自己童年时期对于莫格尔的印象，感受和回忆拼接在一起，使得这本书读起来像是一本日记——只有那些最有趣的事件，想法和感受被详细地记录了下来。然而它又不是一本日记或自传，而是作者从那段时期的各种回忆中整理出来的一个故事集。

## 历史
该书于1914年第一次出版，并在1917年发布了142页的完整版。作为一本面向成年人的作品，书中的许多章节隐晦地表达了作者对社会的批判，需要花费很多时间才能读懂。虽然如此，语言通俗易懂的《小银和我》却对孩子们有很大的吸引力。作者自己曾在序言中说过：“我从来没有，以后也不会专门为孩子们写故事。因为我相信，除了一些大家都能想到的例外之外，孩子们能像成人一样读懂所有书籍。”

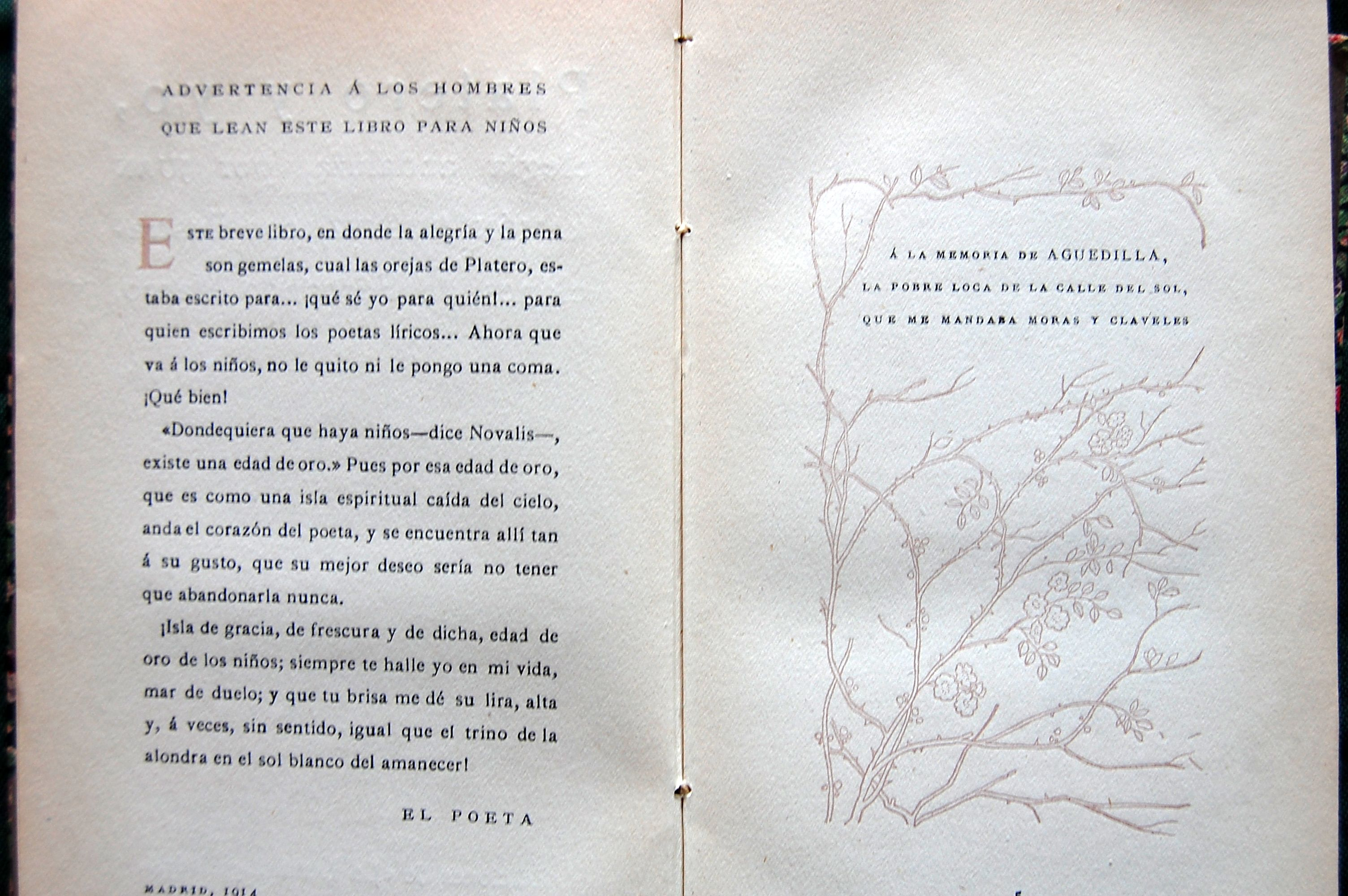

诗人曾有过把书增编至190章的打算，在1920至30年间他曾写过三个增篇。他也曾计划要写一本续集“小银的另一段生活”，但这个想法和出版《小银与我》活页本的计划最终都没有实现。
作者将此书献给与他特别亲厚的阿戈迪嘉，他在书中写道：“谨以此书怀念阿戈迪嘉，那个在太阳街上赠与我黑莓和康乃馨的可怜疯女人。”

## 小银塑像

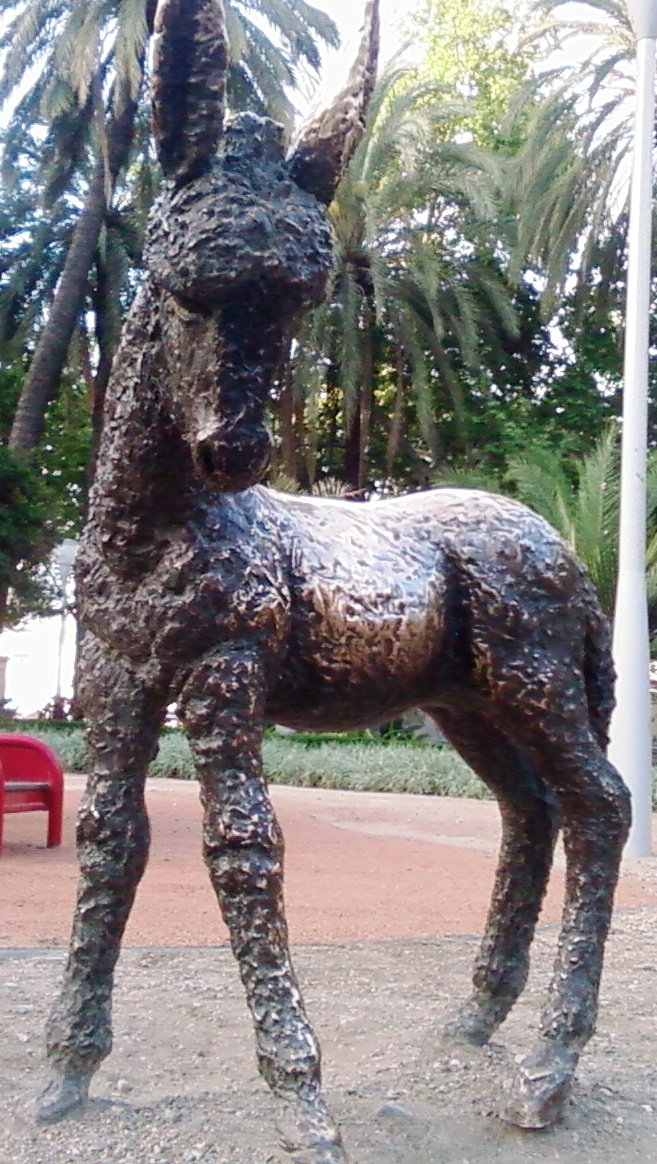
马拉加公园的小银雕像
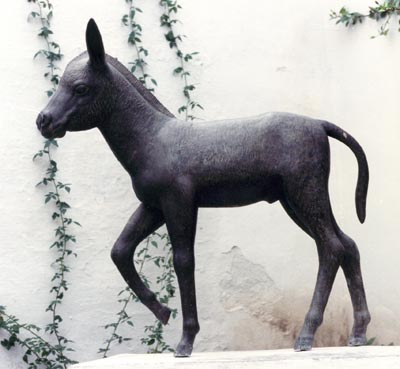
小银铜像